# Ramón Xirau
Ramón Xirau Subias, né à Barcelone en 1924 et mort à Mexico en 2017, est un poète et philosophe espagnol.
Il est le fils du philosophe Joaquim Xirau et le neveu du député Antoni Xirau.

## Biographie
Fils unique de Joaquim Xirau et de Pilar Subias, il grandit dans une famille bilingue (catalan et castillan). Il suit ses premières études dans une école de Barcelone suivant les méthodes de Maria Montessori. Le monde de son enfance, qu'il décrit comme "le monde que j'ai connu enfant, de belles couleurs, de nombres précieux, exacts, et de géométries parfaites" est un terrible contraste avec la Guerre d'Espagne qui éclate en 1936.
Durant la guerre, ses parents restent à Barcelone mais envoient Ramón en France. Ils l'inscrivent au lycée Montaigne de Paris durant l'année scolaire 1937-1938, puis au lycée Périer de Marseille (1938-1939). Mais en février 1939, devant l'avancée nationaliste, les parents doivent s'exiler à leur tour.
Ramón, à 15 ans, fait le voyage en train de Marseille à Paris, tandis que ses parents fuient l'Espagne par les Pyrénées avec Antonio Machado et sa mère.
La famille Xirau se retrouve à Paris, pour embarquer à Cherbourg, à destination de New York. 
Ils arrivent au Mexique en mars 1939, et s'installent à Mexico dans la Colonia San Rafael (es), près de la Faculté de philosophie et de lettres du Mexique, où Joaquim Xirau prend un poste de professeur. 
En 1949, il épouse Ana María Icaza, avec qui il a un fils, Joaquim Xirau Icaza (1950-1976), poète et écrivain, mort à Boston alors étudiant à Harvard.
Ramon Xirau étudie, puis devient également professeur dans la faculté de son père à l'Université nationale autonome du Mexique.
Les Xirau Icaza vivent dans une maison remplie de livres écrits en catalan, français, anglais et espagnol, dans le quartier de San Ángel, à Mexico, où il meurt en 2017.